# 汉字拉丁化
漢字拉丁化相关内容有：
- 漢字拉丁化運動：近代是中國自由派和共產黨知識分子掀起的思潮
- 漢語拉丁化方案：漢語諸方言的拉丁化，包括漢語拼音等

|  | 这是一个同类索引条目，列出擁有相同或近似名稱的同類型項目。 若您循內部連結來到此頁面，請考慮修正該，將其指向正確的條目。 |